# ファルマス (スループ)
ファルマス (HMS Falmouth) はイギリス海軍のスループ。ショアハム級。

## 艦歴
1931年8月31日起工。1932年4月19日進水。1932年10月27日竣工。

### 中国艦隊
1932年10月30日、「ファルマス」はドックから出る際にドックの壁に衝突し損傷した。
「ファルマス」は中国で艦隊司令長官が旗艦の巡洋艦では入港できない小さな港を訪れるのに用いられた。1933年9月、「ファルマス」と巡洋艦「ケント」は横浜を訪問した。1934年4月、フィリピン訪問時、中国艦隊司令長官Frederic Dreyer大将が座乗した巡洋艦「サフォーク」に「ファルマス」は同行した。1935年2月、「ファルマス」はクチン経由でシンガポールを訪問するDreyerを乗せ、サラワク沖でサンゴ礁と接触して軽微な損傷が生じた。1935年5月、「ファルマス」は日本を訪問し、Dreyerを運び、また横浜から松島へ出かけるイギリスの駐日大使ロバート・クライヴを乗せた巡洋艦「ケント」を護衛した。
1937年8月、第二次上海事変が発生。8月17日、「ファルマス」と駆逐艦「ダンカン」は上海から女性と子供2000人以上を呉淞区へ避難させた。10月4日、「ファルマス」は載っていた車が日本軍機に銃撃されて重傷を負っていたイギリスの駐中国大使Hughe Knatchbull-Hugessenを香港へ移した。

### 第二次世界大戦
1939年9月の第二次世界大戦勃発時、「ファルマス」は香港周辺で敵船捕捉のための哨戒に従事した。1940年3月、香港でASDICの装備等が行われた。3月23日、オランダ領東インドの港内のドイツ商船を監視する部隊、イギリスマレー部隊の一員となる。「ファルマス」はドイツ商船「Strassfurt」がいたチラチャップを監視することとなった。ドイツ商船は1940年5月のドイツのオランダ侵攻後にオランダに接収された。「ファルマス」は1940年5月にコロンボへ向かい、それからペルシャ湾に移った。 
1940年6月24日、「ファルマス」はイタリア潜水艦「ルイジ・ガルヴァニ」を発見し、砲撃、体当たり、爆雷攻撃と行って沈めた。「ファルマス」は艦首を損傷し、ボンベイでの修理に2か月を要した。
1941年4月3-4日、イラクの前首相Rashid Ali al-Gaylaniがクーデターを起こして権力を掌握し、イラクのイギリス権益を脅かした。それに対して、インド兵を乗せてカラチからイギリス領マラヤへ向かおうとしていた船団がバスラへと向かわされた。「ファルマス」は船団の護衛の一隻として4月18日にバスラに着いた。上陸に際し、イラク側の抵抗はなかった。
1941年8月25日、イギリスとソ連はイランに侵攻。「ファルマス」の任務は2個中隊をホッラムシャフルへ上陸させることであったが、バスラからの出航時に座礁。オーストラリアのスループ「ヤラ」が先行し、「ファルマス」到着後に2隻は兵を上陸させた。
1941年10月にスエズに移り、太平洋戦争が勃発するとセイロンへ移った。シンガポールや東インド諸島が陥落するまで、「ファルマス」の任務はインド・セイロン・シンガポール・蘭印間での船団護衛などであった。
1942年7月から11月までボンベイで修理。それから、ボンベイ発着の船団護衛に従事した。
1943年5月2日、ソマリアのRas Hafun付近でドイツ潜水艦「U852」が航空攻撃を受けて大破。 航空攻撃が続けられる一方、「ファルマス」と駆逐艦「レイダー」、フリゲート「Parret」が「U852」を沈めるよう命じられた。「U852」は小さな湾で修理を試みたが泥に乗り上げてしまい、乗員は艦を放棄して陸へ泳いでいったところで3隻から派遣された部隊とSomaliland Camel Corpsの兵よって捕らえられた。
1943年6月、ダーバンで修理。以後は東アフリカで船団護衛に従事した。1943年12月から1944年2月までサイモンズタウンで修理。1945年3月から6月にもサイモンズタウンで修理が行われ、それからコロンボへ移動した。
「ファルマス」はジッパー作戦（イギリスのマレー半島進攻）参加となったが、日本が降伏するとシンガポールへ向かった。
1946年末にイギリスに戻り、予備役となる。イギリス海軍志願予備員の教練艦へと改装されて「Calliope」と改名され、1952年から解体のため1968年4月30日に離れるまでまでニューカッスルにあった。